# Qaraçuxur
Qaraçuxur (também conhecida como Garachukhur, Imeni Kaganovicha, Kaganovich, Kaganovicha, Karachekhur, Karachukhur, Posëlok Imeni Kaganovicha, Serebovski e Serebrovskiy) é uma cidade na região de Absheron, Azerbaijão.[carece de fontes?]  Possui uma população de 77 619 habitantes.